# سد وودونگده
سد وودونگده (به لاتین: Wudongde Dam) یک سد و نیروگاه برقابی در چین است که در Wudongde واقع شده‌است.